# Văn miếu Trấn Biên

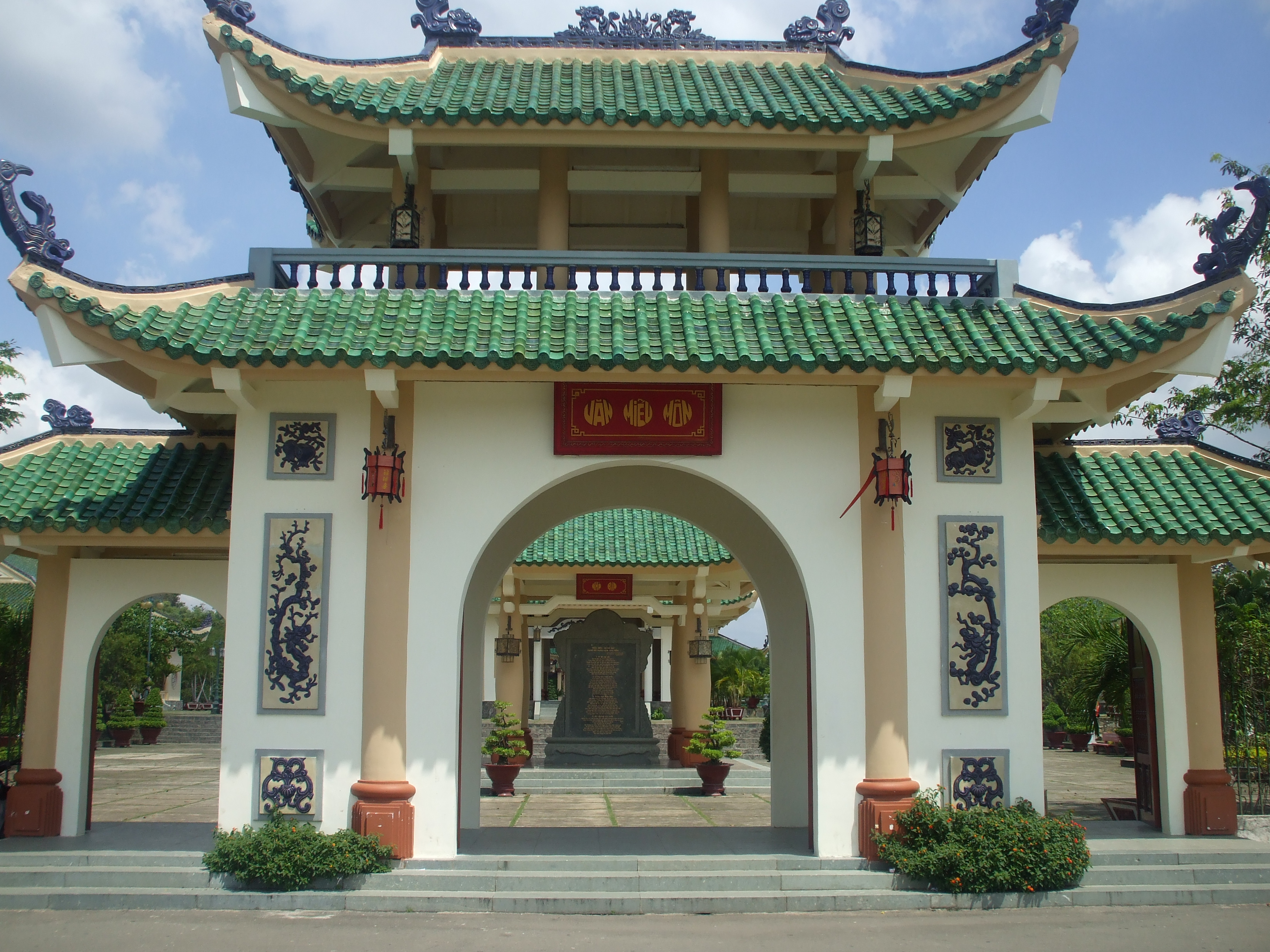
Văn miếu môn.

Văn miếu Trấn Biên là "Văn miếu" đầu tiên được xây dựng (xây năm 1715) tại xứ Đàng Trong, để tôn vinh Khổng Tử, các danh nhân văn hóa nước Việt và là nơi đào tạo nhân tài phục vụ cho chế độ. Năm 1861, nơi thờ phụng trên đã bị thực dân Pháp phá bỏ. Mãi đến năm 1998, Văn miếu Trấn Biên mới được khởi công khôi phục lại nơi vị trí cũ, và hoàn thành vào năm 2002. Hiện nay toàn thể khu vực uy nghi đẹp đẽ này tọa lạc tại khu đất rộng thuộc phường Bửu Long, thành phố Biên Hòa, tỉnh Đồng Nai.

## Lịch sử

### Xây dựng
Năm 1698, khi Thống suất Nguyễn Hữu Cảnh vào đến xứ Đồng Nai, thì vùng đất ấy đã khá trù phú với một thương cảng sầm uất, đó là Cù lao Phố.
Để có nơi bảo tồn, phát huy và tôn vinh các giá trị văn hóa giáo dục xưa và nay của dân tộc Việt ở vùng đất mới, 17 năm sau, tức năm Ất Mùi (1715), chúa Nguyễn Phúc Chu sai trấn thủ Nguyễn Phan Long và ký lục Phạm Khánh Đức xây dựng Văn miếu Trấn Biên. Đây là "Văn miếu" đầu tiên được xây dựng tại xứ Đàng Trong, có trước cả văn miếu ở Vĩnh Long, Gia Định và Huế.
Sách Gia Định thành thông chí của Trịnh Hoài Đức
Văn miếu Trấn Biên được xây dựng tại thôn Tân Lai, tổng Phước Dinh, huyện Phước Chánh (nay thuộc phường Bửu Long, thành phố Biên Hòa).
Và theo mô tả của Đại Nam nhất thống chí, thì Văn miếu Trấn Biên được xây dựng trên thế đất đẹp: Phía nam trông ra sông Phước Giang, phía bắc dựa vào núi Long Sơn, là một nơi cảnh đẹp thanh tú, cỏ cây tươi tốt...Bên trong rường cột chạm trổ, tinh xảo... Trong thành trăm hoa tươi tốt, có những cây tòng, cam quýt, bưởi, hoa sứ, mít, xoài, chuối và quả hồng xiêm đầy rẫy, sum sê, quả sai lại lớn....
Trước năm 1802, hằng năm, đích thân chúa Nguyễn Phúc Ánh đến Văn miếu Trấn Biên để hành lễ hai lần vào mùa xuân và mùa thu. Nhưng từ khi chúa Nguyễn lên ngôi ở Huế, thì quan tổng trấn thành Gia Định, thay mặt vua, cùng với trấn quan Biên Hòa và quan đốc học đến hành lễ...
Tương tự Văn miếu Huế, bên cạnh có Quốc tử giám để giảng dạy học trò. ở Biên Hòa, bên cạnh Văn miếu Trấn Biên là Tỉnh học (trường học tỉnh Biên Hòa). Trường học lớn của cả tỉnh này mãi đến đời vua Minh Mạng mới dời về thôn Tân Lại (nay thuộc phường Hòa Bình, Biên Hòa). 
Như vậy, ngoài vai trò thờ phụng, Văn miếu Trấn Biên còn đóng vai trò như một trung tâm văn hóa, giáo dục của thành phố Biên Hòa xưa và của cả Nam Bộ trước khi Văn miếu Gia Định ra đời.

### Trùng tu

Khuê Văn Các.

Văn miếu Trấn Biên có hai lần được trùng tu lớn:
Lần trùng tu thứ nhất vào năm Giáp Dần (1794). Khi ấy, chúa Nguyễn Phúc Ánh sai Lễ bộ Nguyễn Hồng Đô lo việc trùng tu, "giữa làm Đại Thành điện và Đại Thành môn, phía Đông làm Thần miếu, phía Tây làm Dục Thánh từ, trước xây tường ngang, phía tả có cửa Kim Thanh, phía hữu có cửa Ngọc Chấn, chính giữa sân trước dựng Khuê Văn các treo trống chuông trên đấy, phía tả có Sùng Văn đường, phía hữu có Duy Lễ đường. Chu vi bốn mặt ngoài xây thành vuông, mặt tiền làm cửa Văn miếu, phía tả phía hữu có cửa Nghi môn, rường cột chạm trổ, quy chế tinh xảo, đồ thờ có những thần bái, khám vàng, ve chén và đồ phủ quỹ biên đậu đều chỉnh nhã tinh khiết" (theo Trịnh Hoài Đức - Gia Định thành thông chí).
Lần trùng tu thứ hai vào năm Tự Đức thứ 5 (Nhâm Tý, 1852). Sau khi hoàn thành văn miếu có quy mô lớn hơn trước: "Văn miếu chính đường và tiền đường đều 5 gian, lại dựng thêm 2 dãy tả vu và hữu vu, mỗi dãy 5 gian, đền Khải Thánh, chính đường và tiền đường đều 3 gian, một tòa cửa giữa 3 gian, một tòa cửa trước 1 gian, một tòa kho đồ thờ 3 gian, một tòa Khuê Văn các 2 tầng, ba gian hai chái; phía trước, biển "Đại Thành điện" đổi làm "Văn miếu điện" và "Khải Thánh điện" đổi làm "Khải Thánh từ"

### Được khôi phục
Ngày 9 tháng 12 năm 1998, một công trình mới mang tên Văn miếu Trấn Biên được khởi công khôi phục lại trên nền văn miếu cũ tại phường Bửu Long, TP. Biên Hòa, tỉnh Đồng Nai; cách trung tâm thành phố khoảng 3 km, và gần Trung tâm Văn hóa Du lịch Bửu Long trong phạm vi khoảng 2 ha, với số tiền đầu tư gần 20 tỷ đồng.
Công trình được khánh thành vào ngày mùng 3 Tết Nhâm Ngọ (nhằm ngày 14 tháng 2 năm 2002) với tổng diện tích gần 5 héc ta, trong đó khu trung tâm rộng khoảng 2 héc ta
Ngày 18 tháng 8 năm 2016, Bộ Văn hóa, Thể thao và Du lịch đã có quyết định về việc xếp hạng cấp Quốc gia di tích lịch sử Văn miếu Trấn Biên.

## Kiến trúc, thờ phụng

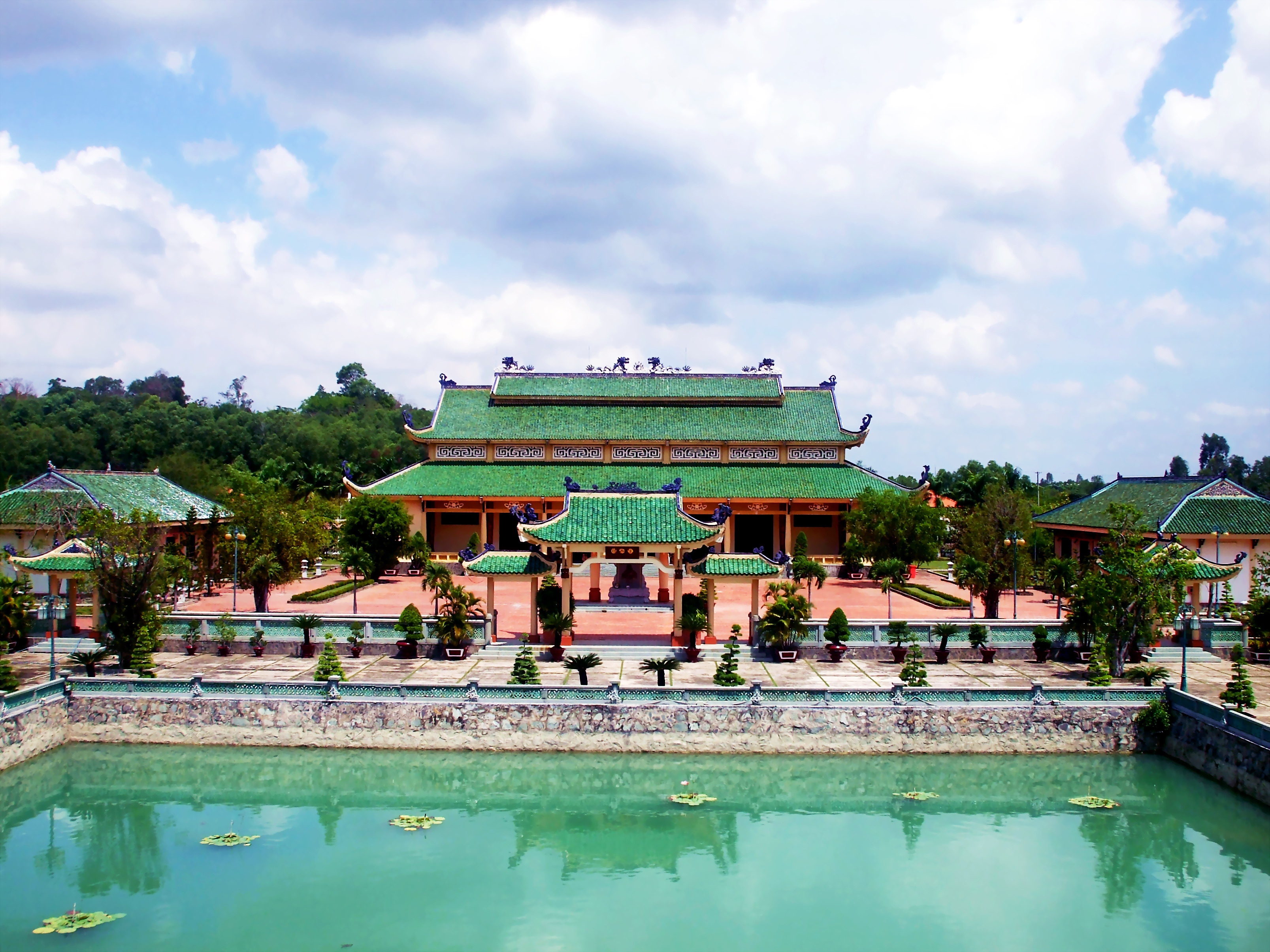
Từ trên gác Khuê Văn Các nhìn được một phần Văn miếu Trấn Biên.

Đây là công trình được xây dựng theo kiến trúc Văn Miếu - Quốc Tử Giám ở Hà Nội, gồm các hạng mục: nhà thờ chính, tả vu hữu vu, sân hành lễ... thể hiện truyền thống tôn sư trọng đạo, kính trọng hiền tài.
Nổi bật giữa vùng không gian thoáng đãng, nhiều cây xanh, là những vòm mái cong, lợp ngói lưu ly màu xanh ngọc (gốm tráng men). 
Từ Văn miếu môn lần lượt là nhà bia truyền thống Trấn Biên - Đồng Nai, Khuê Văn Các, hồ Tịnh Quang, cổng tam quan, nhà bia thứ hai thờ Khổng Tử và sau cùng là nhà thờ chính rộng lớn. Ở đây có tấm bia lớn có khắc dòng chữ to: "Hiền tài là nguyên khí của quốc gia".
thờ phụng
Nhà thờ chính xây dựng kiểu nhà ba gian hai chái, theo kiến trúc cổ, sơn son thếp vàng, nền lát gạch tàu, trên các cột nhà treo đôi liễn đối, như: 
Nguyễn Hữu Cảnh định nghiệp Trấn Biên,
Lớp lớp anh tài giang lục tỉnh.
Võ Trường Toản mở trường Gia Định,
Đời đời sĩ khí nối tam gia.
Ở gian giữa có bàn thờ Chủ tịch Hồ Chí Minh, trên tường có biểu tượng trống đồng tượng trưng cho nền văn hóa Việt Nam và Quốc Tổ Hùng Vương.
Bên trái nhà là nơi thờ các danh nhân văn hóa Việt Nam như Chu Văn An, Nguyễn Trãi, Nguyễn Bỉnh Khiêm, Lê Quý Đôn,... bên phải thờ danh nhân đất Nam Bộ như Võ Trường Toản, Nguyễn Đình Chiểu, Trịnh Hoài Đức, Ngô Nhân Tịnh, Lê Quang Định, Bùi Hữu Nghĩa, Nguyễn Thông...
Trong gian thờ này, đặc biệt có trưng bày 18 kg đất và 18 lít nước mang về từ đền Hùng, biểu trưng cho 18 đời vua Hùng, cội nguồn của dân tộc Việt.
Phía trước hai bên nhà thờ chính còn có hai ngôi miếu, miếu bên trái thờ Tiên sư, miếu bên phải thờ Tiền hiền-Hậu hiền. Phía trước hai bên nhà thờ chính: Là Văn Vật Khố (nơi trưng bày 4 làng nghề truyền thống của Biên Hòa – Đồng Nai: nghề đồng, nghề mộc, nghề đá, nghề gốm). Cân xứng hài hòa với Văn Vật khố là Thư khố - nơi trưng bày các thư tịch cổ, các tài liệu, sách báo... viết về lịch sử, văn hóa, con người vùng đất Biên Hòa - Đồng Nai xưa và nay.
Ngoài ra, nơi Văn miếu Trấn Biên còn có khu sinh hoạt truyền thống gồm có nhà truyền thống, bia truyền thống, và các công trình phụ cận. Bia truyền thống Trấn Biên–Đồng Nai khắc bài văn khái quát về truyền thống văn hóa, giáo dục của Biên Hòa xưa và nay. 
Nhà truyền thống chủ yếu dùng để trưng bày và ghi danh những đơn vị, cá nhân đạt được các danh hiệu cấp nhà nước.

## Du lịch
Hiện nay, du khách đến thăm Văn Miếu Trấn Biên ngày càng đông do phong cảnh rộng thoáng, với vẻ đẹp vừa cổ kính vừa trang nhã. Văn Miếu là nơi bảo tồn, gìn giữ và tôn vinh các giá trị văn hóa-giáo dục xưa và nay của dân tộc và của đất Đồng Nai. Nơi đây còn rất gần với Khu du lịch văn hóa Bửu Long.
Tại Văn Miếu Trấn Biên thường tổ chức các lễ viếng các bậc tiền nhân, các lễ báo công, tuyên dương tài năng trên các lĩnh vực, đặc biệt trên lĩnh vực văn hóa-giáo dục, các hoạt động mang tính văn hóa dân gian như lễ hội, biểu diễn nghệ thuật, thả thuyền trên hồ... Văn Miếu Trấn Biên là nơi đón nhiều đoàn khách trong nước và quốc tế khi đến thăm Đồng Nai.